# Clytus ciliciensis
Clytus ciliciensis là một loài bọ cánh cứng trong họ Cerambycidae.